# プラムプラム
プラムプラム(Prampram)は、ガーナ・グレーター・アクラ州の海岸部にある町である。ニンゴ＝プラムプラム郡の中心地であり、港町テマから車で15分、首都アクラから45分の距離にあり、新興の産業活動の中心地となっている。

## 観光名所
政府が国内初のエアロトロポリスを建設し、国際的なハブとするために、この町の20ヘクタール以上の土地を取得した。
プラムプラムの海岸は白い砂浜となっており、観光客や休日の行楽客のためのスポットが点在する。
プラムプラムには、1742年に建てられたイギリスの貿易基地の跡であるフォート・バーノンがある。

## 著名な出身者
- イーノック・テイエ・メンサー（英語版） - 元国会議員、教育大臣[3]
- エルネスティーナ・ナードゥ・ミルズ（英語版） - 元大統領ジョン・アッタ・ミルズの妻
- ダンシング・ポールベアラーズ - この町を拠点とする棺担ぎ人のグループ。2017年にBBCニュースで取り上げられ、2020年にその映像がインターネット・ミームとして流行した[4]。

## 著名な学校
- プラムプラム高校[5][6]
- プラムプラム女子職業訓練校